# 1514 en santé et médecine
| Années de la santé et de la médecine : 1511 - 1512 - 1513 - 1514 - 1515 - 1516 - 1517    |
| Décennies de la santé et de la médecine : 1480 - 1490 - 1500 - 1510 - 1520 - 1530 - 1540 |

Cet article présente les faits marquants de l'année 1514 en santé et médecine.

## Divers
- Les lettres patentes que le roi Louis XII accorde aux apothicaires de Paris précisent que « qui est épicier n'est pas apothicaire, mais qui est apothicaire est épicier[1] ».
- Épizootie de fièvre aphteuse en Italie, « la première dont nous ayons gardé une trace écrite[2] ».
- 1513-1514 : Léonard de Vinci consacre ses derniers travaux à l'anatomie du cœur[3].

## Fondations

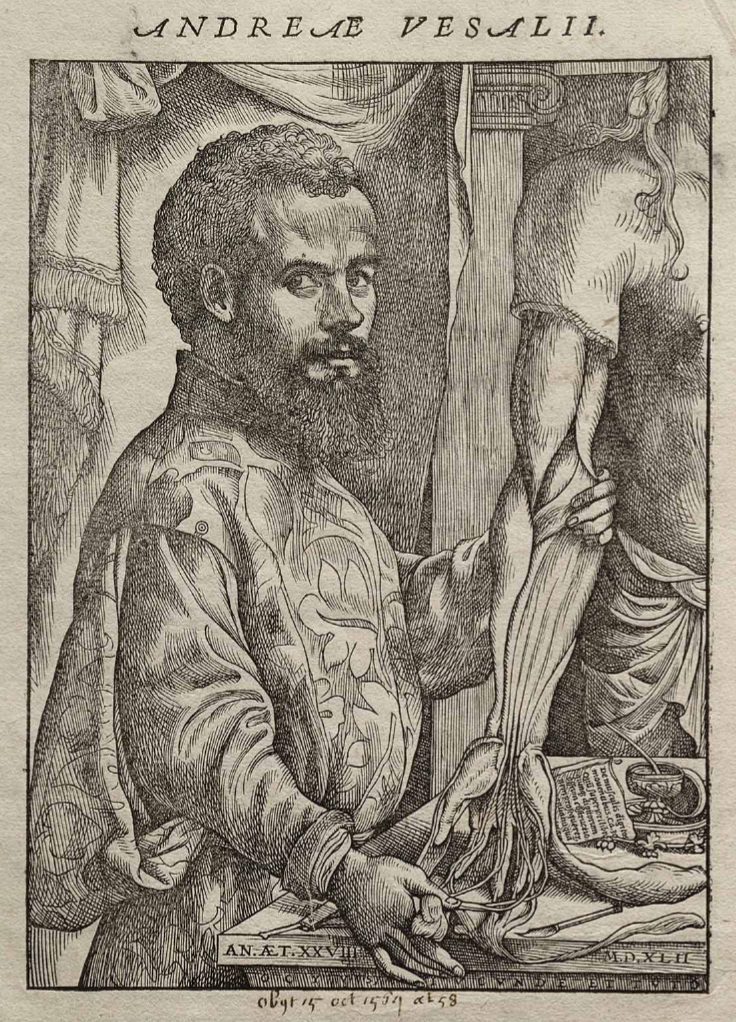
Portrait de Vésale extrait de la Fabrica

- Fondation de la léproserie de Karacaahmet à Scutari, quartier d'Istanbul, sous le règne de Sélim Ier[4].
- 1508-1514 : construction, « à l'instigation du capitoulat et grâce à des dons privés », de l'hôpital Saint-Sébastien de Toulouse, destiné aux pestiférés et qui « accueill[era], à partir de 1530, les pauvres valides étrangers à la ville et, à partir de 1543, l'excédent des pauvres de l'hôpital Saint-Jacques[5] ».

## Publication
- Jean de Vigo (1450-1525) publie à Pavie, chez Étienne Guillery et Hercule Nanni, sa Practica in arte chirurgica[6].

## Naissances
- 31 décembre : Vésale (mort en 1564), médecin et anatomiste brabançon[7],[8].
- Vers 1514 :
  - Hippolyte Salviani (mort vers 1572), médecin, zoologiste et botaniste italien[9],[10].
  - Felix Würtz (mort en 1574 ou 1575), chirurgien suisse[11].
  - Jean Placotomus (mort en 1576 ou 1577), médecin, pédagogue et écrivain allemand[12].

## Décès
- 17 février : Adamus Polonus (né à une date inconnue), médecin, humaniste et philosophe polonais, archiatre de Sigismond Ier, professeur à l'université Jagellonne de Cracovie[13].
- 28 novembre : Hartmann Schedel (né en 1440), médecin allemand, auteur de l'un des incunables les plus remarquables : La Chronique de Nuremberg, publiée en 1493[14].